# Capi di governo della Spagna
I capi di governo della Spagna si sono succeduti a partire dal 1833, assumendo il titolo di:
- presidente del Consiglio dei ministri (Presidente del Consejo de Ministros), nei periodi 1834-1868, 1869-1873, 1874, 1875-1923, 1925-1931, 1931-1939;
- presidente del governo (Presidente del Gobierno), dizione in voga dal 1938 e ufficialmente adottata dalla Costituzione spagnola del 1978.

Hanno inoltre assunto le funzioni di capo del governo i titolari degli incarichi di:
- presidente della giunta provvisoria rivoluzionaria (Presidente de la Junta Provisional revolucionaria), nel 1868;
- presidente del governo provvisorio (Presidente del Gobierno Provisional), nel periodo 1868-1869 e nel 1931;
- presidente del ministero-reggenza (Presidente del Ministerio-Regencia), dal 1874 al 1875;
- presidente del direttorio militare (Presidente del Directorio Militar), dal 1923 al 1925;
- presidente della giunta tecnica dello Stato (Presidente de la Junta Técnica del Estado), dal 1936 al 1938;
- presidente del consiglio nazionale di difesa (Presidente del Consejo Nacional de Defensa), nel 1939;

Talvolta, le funzioni di capo di Stato e quelle di capo del governo furono esercitate da un medesimo titolare, segnatamente:
- nel 1869, il presidente del governo provvisorio Francisco Serrano (insediatosi dopo la destituzione di Isabella II di Spagna) assunse altresì le funzioni di capo dello Stato, quale «Presidente del potere esecutivo» (Presidente del Poder Ejecutivo); mantenne poi le sole funzioni di capo dello Stato, quale reggente del regno, mentre quelle di capo del governo furono riassegnate al presidente del Consiglio dei ministri. La monarchia fu ripristinata nel 1870, con Amedeo I di Spagna;
- tra il 1873 e il 1874, durante la Prima Repubblica spagnola, le funzioni di capo del governo furono esercitate congiuntamente a quelle di capo dello Stato («Presidente del potere esecutivo»); le due funzioni furono nuovamente divise allorché Francisco Serrano mantenne l'incarico di capo dello Stato, mentre le funzioni di capo del governo tornarono al presidente del Consiglio dei ministri;
- dal 1938 al 1973, le funzioni di capo del governo e quelle di capo dello stato furono entrambe esercitate da Francisco Franco, rimasto capo dello stato fino al 1975.

In origine, le funzioni di governo rappresentavano una prerogativa esclusiva della monarchia. L'erosione del potere regio avvenne gradualmente: a partire dal XV secolo, sotto i Trastámara e gli Asburgo, emersero i secretarios e i validos (favoriti), titolari di alcuni compiti di governo; nel 1714, durante il regno di Filippo V, fu istituita la carica di «segretario di Stato», titolare delle specifiche funzioni delegategli dal re; nel 1833, alla fine del regno di Ferdinando VII di Spagna, fu introdotta la figura del capo del governo.

## Lista

### Regno di Isabella II di Spagna (1834-1868)
| Nominativo                                        | Nominativo                                        | Nominativo                                                                         | Partito                                           | Dal                                               |
| Reggenza di Maria Cristina di Borbone-Due Sicilie | Reggenza di Maria Cristina di Borbone-Due Sicilie | Reggenza di Maria Cristina di Borbone-Due Sicilie                                  | Reggenza di Maria Cristina di Borbone-Due Sicilie | Reggenza di Maria Cristina di Borbone-Due Sicilie |
| ------------------------------------------------- | ------------------------------------------------- | ---------------------------------------------------------------------------------- | ------------------------------------------------- | ------------------------------------------------- |
|                                                   |                                                   | Francisco Martínez de la Rosa                                                      | Moderato                                          | 15 gennaio 1834                                   |
|                                                   |                                                   | José María Queipo de Llano                                                         | Moderato                                          | 7 giugno 1835                                     |
|                                                   |                                                   | Miguel Ricardo de Álava                                                            | Progressista                                      | 14 settembre 1835                                 |
|                                                   |                                                   | Juan Álvarez Mendizábal ad interim                                                 | Progressista                                      | 25 settembre 1835                                 |
|                                                   |                                                   | Francisco Javier de Istúriz                                                        | Moderato                                          | 15 maggio 1836                                    |
|                                                   |                                                   | José María Calatrava                                                               | Progressista                                      | 14 agosto 1836                                    |
|                                                   |                                                   | Ildefonso Díez de Rivera ad interim                                                | Progressista                                      | 10 marzo 1837                                     |
|                                                   |                                                   | José María Calatrava                                                               | Progressista                                      | 3 aprile 1837                                     |
|                                                   |                                                   | Baldomero Espartero                                                                | Progressista                                      | 18 agosto 1837                                    |
|                                                   |                                                   | Eusebio Bardají Azara                                                              | Moderato                                          | 18 ottobre 1837                                   |
|                                                   |                                                   | Narciso Heredia y Begines de los Ríos                                              | Moderato                                          | 16 dicembre 1837                                  |
|                                                   |                                                   | Bernardino Fernández de Velasco y Benavides                                        | Moderato                                          | 6 settembre 1838                                  |
|                                                   |                                                   | Evaristo Pérez de Castro                                                           | Moderato                                          | 9 dicembre 1838                                   |
|                                                   |                                                   | Antonio González y González                                                        | Progressista                                      | 20 luglio 1840                                    |
|                                                   |                                                   | Valentín Ferraz                                                                    | Progressista                                      | 12 agosto 1840                                    |
|                                                   |                                                   | Modesto Cortázar ad interim                                                        | Progressista                                      | 29 agosto 1840                                    |
|                                                   |                                                   | Vicente Sancho                                                                     | Progressista                                      | 11 settembre 1840                                 |
|                                                   |                                                   | Baldomero Espartero                                                                | Progressista                                      | 19 settembre 1840                                 |
| Reggenza di Baldomero Espartero                   |                                                   |                                                                                    |                                                   |                                                   |
|                                                   |                                                   | Joaquín María Ferrer                                                               | Progressista                                      | 10 maggio 1841                                    |
|                                                   |                                                   | Antonio González y González                                                        | Progressista                                      | 20 maggio 1841                                    |
|                                                   |                                                   | José Ramón Rodil y Campillo                                                        | Progressista                                      | 17 giugno 1842                                    |
|                                                   |                                                   | Joaquín Maria Lopèz                                                                | Progressista                                      | 9 maggio 1843                                     |
|                                                   |                                                   | Álvaro Gomèz Becerra                                                               | Progressista                                      | 19 maggio 1843                                    |
| Maggiore età di Isabella II di Spagna             |                                                   |                                                                                    |                                                   |                                                   |
|                                                   |                                                   | Joaquín María López Presidente del Gobierno Provisional (fino al 10 novembre 1843) | Progressista                                      | 23 luglio 1843                                    |
|                                                   |                                                   | Salustiano Olózaga                                                                 | Progressista                                      | 20 novembre 1843                                  |
|                                                   |                                                   | Luis González Bravo                                                                | Moderato                                          | 5 dicembre 1843                                   |
|                                                   |                                                   | Ramón María Narváez                                                                | Moderato                                          | 3 maggio 1844                                     |
|                                                   |                                                   | Manuel Pando Fernández de Pinedo                                                   | Moderato                                          | 12 febbraio 1846                                  |
|                                                   |                                                   | Ramón María Narváez                                                                | Moderato                                          | 16 marzo 1846                                     |
|                                                   |                                                   | Francisco Javier de Istúriz                                                        | Moderato                                          | 5 aprile 1846                                     |
|                                                   |                                                   | Carlos Martínez de Irujo y McKean                                                  | Moderato                                          | 28 gennaio 1847                                   |
|                                                   |                                                   | Joaquín Francisco Pacheco                                                          | Moderato                                          | 28 marzo 1847                                     |
|                                                   |                                                   | Florencio García Goyena                                                            | Moderato                                          | 31 agosto 1847                                    |
|                                                   |                                                   | Ramón María Narváez                                                                | Moderato                                          | 4 ottobre 1847                                    |
|                                                   |                                                   | Serafín María de Sotto                                                             | Moderato                                          | 19 ottobre 1849                                   |
|                                                   |                                                   | Ramón María Narváez                                                                | Moderato                                          | 20 ottobre 1849                                   |
|                                                   |                                                   | Juan Bravo Murillo                                                                 | Moderato                                          | 14 gennaio 1851                                   |
|                                                   |                                                   | Federico Roncali                                                                   | Moderato                                          | 14 dicembre 1852                                  |
|                                                   |                                                   | Francisco Lersundi y Hormaechea                                                    | Moderato                                          | 14 aprile 1853                                    |
|                                                   |                                                   | Luis José Sartorius                                                                | Moderato                                          | 19 settembre 1853                                 |
|                                                   |                                                   | Fernando Fernández de Córdova                                                      | Moderato                                          | 17 giugno 1854                                    |
|                                                   |                                                   | Ángel de Saavedra                                                                  | Moderato                                          | 18 giugno 1854                                    |
|                                                   |                                                   | Baldomero Espartero                                                                | Progressista                                      | 19 giugno 1854                                    |
|                                                   |                                                   | Leopoldo O'Donnell                                                                 | Liberale                                          | 14 giugno 1856                                    |
|                                                   |                                                   | Ramón María Narváez                                                                | Moderato                                          | 12 ottobre 1856                                   |
|                                                   |                                                   | Francisco Armero Peñaranda                                                         | Moderato                                          | 15 ottobre 1857                                   |
|                                                   |                                                   | Francisco Javier de Istúriz                                                        | Moderato                                          | 14 gennaio 1858                                   |
|                                                   |                                                   | Leopoldo O'Donnell                                                                 | Liberale                                          | 30 giugno 1858                                    |
|                                                   |                                                   | Saturnino Calderón Collantes ad interim                                            | Liberale                                          | 7 novembre 1859                                   |
|                                                   |                                                   | Leopoldo O'Donnell                                                                 | Liberale                                          | 30 aprile 1860                                    |
|                                                   |                                                   | Manuel Pando Fernández de Pinedo                                                   | Moderato                                          | 2 marzo 1863                                      |
|                                                   |                                                   | Lorenzo Arrazola                                                                   | Moderato                                          | 17 gennaio 1864                                   |
|                                                   |                                                   | Alejandro Mon y Menéndez                                                           | Moderato                                          | 1 marzo 1864                                      |
|                                                   |                                                   | Ramón María Narváez                                                                | Moderato                                          | 16 settembre 1864                                 |
|                                                   |                                                   | Leopoldo O'Donnell                                                                 | Liberale                                          | 21 giugno 1865                                    |
|                                                   |                                                   | Ramón María Narváez                                                                | Moderato                                          | 10 giugno 1866                                    |
|                                                   |                                                   | Luis González Bravo                                                                | Moderato                                          | 23 aprile 1868                                    |
|                                                   |                                                   | José Gutiérrez de la Concha                                                        | Moderato                                          | 19 settembre 1868                                 |

Cronologia degli eventi
1. ↑  Statuto del 1834. Prima guerra carlista
2. ↑  Avviò la Desamortización di Mendizábal
3. ↑  Costituzione spagnola del 1837
4. ↑  Abrazo de Vergara (fine della Prima guerra carlista)
5. ↑  Rivoluzione del 1840
6. ↑  Bombardamento di Barcellona nel 1842
7. ↑  Costituzione spagnola del 1845. Decennio moderato
8. ↑  Seconda Guerra Carlista
9. ↑  Progetto costituzionale del 1852
10. ↑  Rivoluzione del 1854
11. ↑  Biennio Progressista. Costituzione del 1856. Desamortización de Madoz
12. ↑  Complotto carlista di San Carlos de la Rápita
13. ↑  Notte di San Daniel. Guerra ispano-sudamericana
14. ↑  Sollevazione della Caserma di San Gil
15. ↑  Rivoluzione spagnola del 1868

### Sessennio democratico (1868 - 1874)
| Nominativo                                                                                             | Nominativo                                         | Nominativo | Partito                                            | Dal                                                |
| Presidenti della giunta provvisoria rivoluzionaria                                                     | Presidenti della giunta provvisoria rivoluzionaria | Presidenti della giunta provvisoria rivoluzionaria                                                                                            | Presidenti della giunta provvisoria rivoluzionaria | Presidenti della giunta provvisoria rivoluzionaria |
| --- | -------------------------------------------------- | --- | -------------------------------------------------- | -------------------------------------------------- |
| |                                                    | Pascual Madoz | Progressista                                       | 30 settembre 1868                                  |
| |                                                    | Joaquín Aguirre de la Peña | Progressista                                       | 3 ottobre 1868                                     |
| Presidente del governo provvisorio                                                                     |                                                    | |                                                    |                                                    |
| |                                                    | Francisco Serrano | Liberale                                           | 3 ottobre 1868                                     |
| Presidenti del potere esecutivo (con funzioni di capo di stato e governo)                              |                                                    | |                                                    |                                                    |
| |                                                    | Francisco Serrano | Liberale                                           | 22 febbraio 1869                                   |
| Presidenti del Consiglio dei ministri (reggenza di Francisco Serrano, con funzioni di capo di Stato)   |                                                    | |                                                    |                                                    |
| |                                                    | Juan Prim y Prats | Progressista                                       | 18 giugno 1869                                     |
| |                                                    | Juan Bautista Topete y Carballo ad interim | Liberale                                           | 26 agosto 1869                                     |
| |                                                    | Juan Prim y Prats | Progressista                                       | 21 settembre 1869                                  |
| |                                                    | Juan Bautista Topete y Carballo ad interim Sostituito da Sagasta durante la sua assenza                                                       | Liberale                                           | 27 dicembre 1870                                   |
| Regno di Amedeo I di Spagna                                                                            |                                                    | |                                                    |                                                    |
| |                                                    | Francisco Serrano | Liberale                                           | 4 gennaio 1871                                     |
| |                                                    | Manuel Ruiz Zorrilla | Democratico-Radicale                               | 24 luglio 1871                                     |
| |                                                    | José Malcampo y Monge | Partito Costituzionale                             | 5 ottobre 1871                                     |
| |                                                    | Práxedes Mateo Sagasta | Partito Costituzionale                             | 21 dicembre 1871                                   |
| |                                                    | Juan Bautista Topete y Carballo ad interim | Partito Costituzionale                             | 26 maggio 1872                                     |
| |                                                    | Francisco Serrano | Partito Costituzionale                             | 5 giugno 1872                                      |
| |                                                    | Manuel Ruiz Zorrilla | Democratico-Radicale                               | 13 giugno 1872                                     |
| Prima Repubblica spagnola                                                                              |                                                    | |                                                    |                                                    |
| Presidenti del potere esecutivo (con funzioni di capo di stato e governo)                              |                                                    | |                                                    |                                                    |
| |                                                    | Estanislao Figueras y Moragas ad interim il 24 febbraio e dal 7 all'11 giugno 1873 Funzioni esercitate da Cristino Martos il 24 febbraio 1873 | Repubblicano Democratico Federale                  | 11 febbraio 1873                                   |
| |                                                    | Francesc Pi i Margall | Repubblicano Democratico Federale                  | 11 giugno 1873                                     |
| |                                                    | Nicolás Salmerón Alonso | Repubblicano Democratico Federale                  | 18 luglio 1873                                     |
| |                                                    | Emilio Castelar y Ripoll | Repubblicano Democratico Federale                  | 7 settembre 1873                                   |
| |                                                    | Francisco Serrano | Partito Costituzionale                             | 3 gennaio 1874                                     |
| Presidenti del Consiglio dei ministri (presidenza di Francisco Serrano, con funzioni di capo di Stato) |                                                    | |                                                    |                                                    |
| |                                                    | Juan Zavala de la Puente | Partito Costituzionale                             | 26 febbraio 1874                                   |
| |                                                    | Práxedes Mateo Sagasta ad interim dal 29 giugno al 3 settembre 1874                                                                           | Partito Costituzionale                             | 3 settembre 1874                                   |

Cronologia degli eventi
1. ↑  Costituzione spagnola del 1869. Guerra dei Dieci anni
2. ↑  Terza Guerra Carlista
3. ↑  Progetto di Costituzione Federale del 1873
4. ↑  Rivoluzione cantonale
5. ↑  Manifesto di Sandhurst

### Restaurazione borbonica
| Nominativo                                                                    | Nominativo                     | Nominativo | Partito                        | Dal                            |
| Regno di Alfonso XII di Spagna                                                | Regno di Alfonso XII di Spagna | Regno di Alfonso XII di Spagna | Regno di Alfonso XII di Spagna | Regno di Alfonso XII di Spagna |
| ----------------------------------------------------------------------------- | ------------------------------ | --- | ------------------------------ | ------------------------------ |
|                                                                               |                                | Antonio Cánovas del Castillo Presidente del Ministerio-Regencia fino al 13 febbraio 1875 Presidente del Consejo de Ministros dal 9 gennaio 1875 | Conservatore                   | 31 dicembre 1874               |
|                                                                               |                                | Joaquín Jovellar Soler | Conservatore                   | 12 settembre 1875              |
|                                                                               |                                | Antonio Cánovas del Castillo | Conservatore                   | 2 dicembre 1875                |
|                                                                               |                                | Arsenio Martínez Campos y Antón | Conservatore                   | 7 marzo 1879                   |
|                                                                               |                                | Antonio Cánovas del Castillo | Conservatore                   | 9 dicembre 1879                |
|                                                                               |                                | Práxedes Mateo Sagasta | Liberale                       | 8 febbraio 1881                |
|                                                                               |                                | José de Posada Herrera | Sinistra Dinastica             | 13 ottobre 1883                |
|                                                                               |                                | Antonio Cánovas del Castillo | Conservatore                   | 18 gennaio 1884                |
| Regno di Alfonso XIII di Spagna; reggenza di Maria Cristina d'Asburgo-Teschen |                                | |                                |                                |
|                                                                               |                                | Práxedes Mateo Sagasta | Liberale                       | 27 novembre 1885               |
|                                                                               |                                | Antonio Cánovas del Castillo | Conservatore                   | 5 luglio 1890                  |
|                                                                               |                                | Práxedes Mateo Sagasta | Liberale                       | 11 dicembre 1892               |
|                                                                               |                                | Antonio Cánovas del Castillo | Conservatore                   | 23 marzo 1895                  |
|                                                                               |                                | Marcelo Azcárraga Palmero ad interim fino al 21 agosto 1897                                                                                     | Conservatore                   | 8 agosto 1897                  |
|                                                                               |                                | Práxedes Mateo Sagasta | Liberale                       | 4 ottobre 1897                 |
|                                                                               |                                | Francisco Silvela le Vielleuze | Conservatore                   | 4 marzo 1899                   |
|                                                                               |                                | Marcelo Azcárraga Palmero | Conservatore                   | 23 ottobre 1900                |
|                                                                               |                                | Práxedes Mateo Sagasta | Liberale                       | 6 marzo 1901                   |
| Maggiore età di Alfonso XIII                                                  |                                | |                                |                                |
|                                                                               |                                | Práxedes Mateo Sagasta | Liberale                       | 17 maggio 1902                 |
|                                                                               |                                | Francisco Silvela le Vielleuze | Conservatore                   | 6 dicembre 1902                |
|                                                                               |                                | Raimundo Fernández Villaverde | Conservatore                   | 20 luglio 1903                 |
|                                                                               |                                | Antonio Maura Montaner | Conservatore                   | 5 dicembre 1903                |
|                                                                               |                                | Marcelo Azcárraga Palmero | Conservatore                   | 16 dicembre 1904               |
|                                                                               |                                | Raimundo Fernández Villaverde | Conservatore                   | 27 gennaio 1905                |
|                                                                               |                                | Eugenio Montero Ríos | Liberale                       | 23 giugno 1905                 |
|                                                                               |                                | Segismundo Moret | Liberale                       | 1 dicembre 1905                |
|                                                                               |                                | José López Domínguez | Liberale                       | 6 luglio 1906                  |
|                                                                               |                                | Segismundo Moret | Liberale                       | 30 novembre 1906               |
|                                                                               |                                | Antonio Aguilar y Correa | Liberale                       | 4 dicembre 1906                |
|                                                                               |                                | Antonio Maura Montaner | Conservatore                   | 25 gennaio 1907                |
|                                                                               |                                | Segismundo Moret | Liberale                       | 21 ottobre 1909                |
|                                                                               |                                | José Canalejas Méndez | Liberale                       | 9 febbraio 1910                |
|                                                                               |                                | Manuel García Prieto ad interim | Liberale                       | 12 novembre 1912               |
|                                                                               |                                | Álvaro Figueroa y Torres | Liberale                       | 14 novembre 1912               |
|                                                                               |                                | Eduardo Dato Iradier | Conservatore                   | 27 ottobre 1913                |
|                                                                               |                                | Álvaro Figueroa y Torres | Liberale                       | 9 dicembre 1915                |
|                                                                               |                                | Manuel García Prieto | Liberale                       | 19 aprile 1917                 |
|                                                                               |                                | Eduardo Dato Iradier | Conservatore                   | 11 giugno 1917                 |
|                                                                               |                                | Manuel García Prieto | Liberale                       | 3 novembre 1917                |
|                                                                               |                                | Antonio Maura Montaner | Conservatore                   | 22 marzo 1918                  |
|                                                                               |                                | Manuel García Prieto | Liberale                       | 9 novembre 1918                |
|                                                                               |                                | Álvaro Figueroa y Torres | Liberale                       | 5 dicembre 1918                |
|                                                                               |                                | Antonio Maura Montaner | Conservatore                   | 15 aprile 1919                 |
|                                                                               |                                | Joaquín Sánchez de Toca Calvo | Conservatore                   | 20 luglio 1919                 |
|                                                                               |                                | Manuel Allendesalazar Muñoz | Conservatore                   | 12 dicembre 1919               |
|                                                                               |                                | Eduardo Dato Iradier | Conservatore                   | 5 maggio 1920                  |
|                                                                               |                                | Gabino Bugallal Araújo ad interim | Conservatore                   | 8 marzo 1921                   |
|                                                                               |                                | Manuel Allendesalazar Muñoz | Conservatore                   | 13 marzo 1921                  |
|                                                                               |                                | Antonio Maura Montaner | Conservatore                   | 14 agosto 1921                 |
|                                                                               |                                | José Sánchez Guerra | Conservatore                   | 8 marzo 1922                   |
|                                                                               |                                | Manuel García Prieto | Liberale                       | 7 dicembre 1922                |
|                                                                               |                                | Miguel Primo de Rivera Orbaneja Direttorio Militare (fino al 3 dicembre 1925) Direttorio Civile (dal 3 dicembre 1925)                           | Unione Patriottica             | 15 settembre 1923              |
|                                                                               |                                | Dámaso Berenguer Fusté | Militare                       | 30 gennaio 1930                |
|                                                                               |                                | Juan Bautista Aznar-Cabañas | Militare                       | 18 febbraio 1931               |

Cronologia degli eventi
1. ↑  Costituzione spagnola del 1876. Pace di Zanjón
2. ↑  Fondazione del PSOE
3. ↑  Patto del Pardo
4. ↑  Esposizione Universale di Barcellona (1888)
5. ↑  Fondazione del Partito Nazionalista Basco; Guerra di Indipendenza cubana
6. ↑  Guerra ispano-americana
7. ↑  Settimana Tragica
8. ↑  Guerra del Rif
9. ↑  Prima guerra mondiale
10. ↑  Crisi spagnola del 1917
11. ↑  Attentato contro Eduardo Dato
12. ↑  Battaglia di Annual
13. ↑  Sanjuanada del 1926
14. ↑  Dictablanda. Accordo di San Sebastián
15. ↑  Elezioni municipali del 12 aprile 1931

### Seconda Repubblica spagnola (1931-1939)
| Nominativo | Nominativo | Nominativo                                                                           | Partito                             | Dal               |
| ---------- | ---------- | ------------------------------------------------------------------------------------ | ----------------------------------- | ----------------- |
|            |            | Niceto Alcalá-Zamora y Torres Provvisorio                                            | Destra Liberale Repubblicana        | 14 aprile 1931    |
|            |            | Manuel Azaña Díaz                                                                    | Azione Repubblicana                 | 14 ottobre 1931   |
|            |            | Alejandro Lerroux García                                                             | Repubblicano Radicale               | 12 settembre 1933 |
|            |            | Diego Martínez Barrio                                                                | Repubblicano Radicale               | 9 ottobre 1933    |
|            |            | Alejandro Lerroux García                                                             | Repubblicano Radicale               | 16 dicembre 1933  |
|            |            | Ricardo Samper Ibáñez                                                                | Repubblicano Radicale               | 28 aprile 1934    |
|            |            | Alejandro Lerroux García                                                             | Repubblicano Radicale               | 4 ottobre 1934    |
|            |            | Joaquín Chapaprieta Torregrosa                                                       | Indipendente                        | 25 settembre 1935 |
|            |            | Manuel Portela Valladares                                                            | Indipendente                        | 14 dicembre 1935  |
|            |            | Manuel Azaña Díaz                                                                    | Sinistra Repubblicana               | 19 febbraio 1936  |
|            |            | Augusto Barcia Trelles Ad interim                                                    | Sinistra Repubblicana               | 10 maggio 1936    |
|            |            | Santiago Casares Quiroga                                                             | Sinistra Repubblicana               | 13 maggio 1936    |
|            |            | Diego Martínez Barrio Ad interim                                                     | Unione Repubblicana                 | 19 luglio 1936    |
|            |            | José Giral Pereira                                                                   | Sinistra Repubblicana               | 19 luglio 1936    |
|            |            | Francisco Largo Caballero                                                            | Partito Socialista Operaio Spagnolo | 4 settembre 1936  |
|            |            | Juan Negrín López                                                                    | Partito Socialista Operaio Spagnolo | 17 maggio 1937    |
|            |            | Segismundo Casado López Presidente del Consejo Nacional de Defensa Ad interim        | Militare                            | 3 marzo 1939      |
|            |            | José Miaja Menant Presidente del Consejo Nacional de Defensa (fino al 31 marzo 1939) | Militare                            | 13 marzo 1939     |

Cronologia degli eventi
1. ↑  Costituzione della Repubblica spagnola del 1931
2. ↑  Elezioni generali del 1931. Sanjurjada del 1932. Eccidio di Casas Nuevas del gennaio 1933
3. ↑  Elezioni generali del 1933
4. ↑  Rivoluzione del 1934
5. ↑  Elezioni generali del 1936
6. ↑  Pronunciamiento del 17 e 18 luglio 1936
7. ↑  Inizio della Guerra civile spagnola
8. ↑  Rivoluzione spagnola
9. ↑  Golpe Casado
10. ↑  Sconfitta del Fronte popolare

#### In esilio
| Nominativo | Nominativo | Nominativo                          | Partito                                  | Durata               |
| ---------- | ---------- | ----------------------------------- | ---------------------------------------- | -------------------- |
|            |            | Juan Negrín López                   | Partito Socialista Operaio Spagnolo      | 1939-1945            |
|            |            | José Giral Pereira                  | Sinistra Repubblicana                    | 1945-1947            |
|            |            | Rodolfo Llopis Ferrándiz            | Partito Socialista Operaio Spagnolo      | febbraio-agosto 1947 |
|            |            | Álvaro de Albornoz y Liminiana      | Sinistra Repubblicana                    | 1947-1951            |
|            |            | Félix Gordón Ordás                  | Unione Repubblicana                      | 1951-1960            |
|            |            | Emilio Herrera Linares              | Indipendente                             | 1960-1962            |
|            |            | Claudio Sánchez-Albornoz y Menduiña | Azione Repubblicana Democratica Spagnola | 1962-1971            |
|            |            | Fernando Valera Aparicio            | Azione Repubblicana Democratica Spagnola | 1971-1977            |

Note
1. ↑  Mantenne la continuità della rappresentanza repubblicana della Spagna fino al 1977, anche se mancavano di legittimità democratica, poiché non era possibile convocare le elezioni e non erano riconosciute dalla comunità internazionale.

### "Estado Español" - Dittatura franchista (1936-1975)
| Presidente del governo | Presidente del governo | Presidente del governo           | Mandato          | Mandato          | Partito                                           |
| Presidente del governo | Presidente del governo | Presidente del governo           | Inizio           | Fine             | Partito                                           |
| ---------------------- | ---------------------- | -------------------------------- | ---------------- | ---------------- | ------------------------------------------------- |
|                        |                        | Miguel Cabanellas Ferrer         | 24 luglio 1936   | 4 ottobre 1936   | militare - Junta de Defensa Nacional              |
|                        |                        | Fidel Dávila Arrondo             | 4 ottobre 1936   | 3 giugno 1937    | militare - Junta técnica del Estado               |
|                        |                        | Francisco Gómez-Jordana Sousa    | 3 giugno 1937    | 30 gennaio 1938  | militare - Junta técnica del Estado               |
|                        |                        | Francisco Franco                 | 30 gennaio 1938  | 9 giugno 1973    | Movimiento Nacional - I - XII governo franchista  |
|                        |                        | Luis Carrero Blanco              | 9 giugno 1973    | 20 dicembre 1973 | Movimiento Nacional - XIII governo franchista     |
|                        |                        | Torcuato Fernández-Miranda Hevia | 20 dicembre 1973 | 31 dicembre 1973 | Movimiento Nacional (ad interim) XIII governo     |
|                        |                        | Carlos Arias Navarro             | 31 dicembre 1973 | 12 dicembre 1975 | Movimiento Nacional - XIV - XV governo franchista |

### Dalla Transizione al ritorno alla democrazia parlamentare (dal 1975)
| Presidente del governo | Presidente del governo        | Presidente del governo                  | Partito                             | Elezioni                            | Governo          | Mandato          | Mandato         |
| Presidente del governo | Presidente del governo        | Presidente del governo                  | Partito                             | Elezioni                            | Governo          | Inizio           | Fine            |
| ---------------------- | ----------------------------- | --------------------------------------- | ----------------------------------- | ----------------------------------- | ---------------- | ---------------- | --------------- |
|                        |                               | Carlos Arias Navarro                    | Movimiento Nacional                 | -                                   | Navarro III      | 12 dicembre 1975 | 1º luglio 1976  |
|                        |                               | Fernando de Santiago y Díaz de Mendívil | Movimiento Nacional (ad interim)    | -                                   | ad interim       | 1º luglio 1976   | 5 luglio 1976   |
|                        |                               | Adolfo Suárez                           | Movimiento Nacional                 | -                                   | Suárez I         | 5 luglio 1976    | 13 luglio 1977  |
|                        | Unione del Centro Democratico | Adolfo Suárez                           | 1977                                | Suárez II                           | 13 luglio 1977   | 2 aprile 1979    |                 |
| 1979                   | Unione del Centro Democratico | Adolfo Suárez                           | Suárez III                          | 2 aprile 1979                       | 26 febbraio 1981 |                  |                 |
| 1979                   | Unione del Centro Democratico |                                         |                                     | Leopoldo Calvo-Sotelo Bustelo       | Calvo-Sotelo     | 26 febbraio 1981 | 2 dicembre 1982 |
|                        |                               | Felipe González                         | Partito Socialista Operaio Spagnolo | 1982                                | González I       | 2 dicembre 1982  | 24 luglio 1986  |
| 1986                   | González II                   | Felipe González                         | Partito Socialista Operaio Spagnolo | 24 luglio 1986                      | 6 dicembre 1989  |                  |                 |
| 1989                   | González III                  | Felipe González                         | Partito Socialista Operaio Spagnolo | 6 dicembre 1989                     | 10 luglio 1993   |                  |                 |
| 1993                   | González IV                   | Felipe González                         | Partito Socialista Operaio Spagnolo | 10 luglio 1993                      | 5 maggio 1996    |                  |                 |
|                        |                               | José María Aznar                        | Partito Popolare                    | 1996                                | Aznar I          | 5 maggio 1996    | 27 aprile 2000  |
| 2000                   | Aznar II                      | José María Aznar                        | Partito Popolare                    | 27 aprile 2000                      | 17 aprile 2004   |                  |                 |
|                        |                               | José Luis Rodríguez Zapatero            | Partito Socialista Operaio Spagnolo | 2004                                | Zapatero I       | 17 aprile 2004   | 12 aprile 2008  |
| 2008                   | Zapatero II                   | José Luis Rodríguez Zapatero            | Partito Socialista Operaio Spagnolo | 12 aprile 2008                      | 21 dicembre 2011 |                  |                 |
|                        |                               | Mariano Rajoy                           | Partito Popolare                    | 2011, 2015                          | Rajoy I          | 21 dicembre 2011 | 31 ottobre 2016 |
| 2016, 2019 (Apr.)      | Rajoy II                      | Mariano Rajoy                           | Partito Popolare                    | 31 ottobre 2016                     | 2 giugno 2018    |                  |                 |
| 2016, 2019 (Apr.)      |                               |                                         | Pedro Sánchez                       | Partito Socialista Operaio Spagnolo | Sánchez I        | 2 giugno 2018    | 7 gennaio 2020  |
| 2019 (Nov.)            | Sánchez II                    | 7 gennaio 2020                          | Pedro Sánchez                       | Partito Socialista Operaio Spagnolo | 16 novembre 2023 |                  |                 |
| 2023                   | Sánchez III                   | 16 novembre 2023                        | Pedro Sánchez                       | Partito Socialista Operaio Spagnolo | in carica        |                  |                 |